# David Hilbert
David Hilbert (født 23. januar 1862, død 14. februar 1943) var en tysk matematiker. Hilbert benyttede undertiden et hotel til at forklare dele af mængdelæren – hotellet har siden fået tilnavnet Hilberts hotel.
I 1900 opstillede han 23 matematiske problemer, de såkaldte Hilberts problemer, som identificerede som det kommende århundredes udfordringer.
1. ↑  Navnet er anført på engelsk og stammer fra Wikidata hvor navnet endnu ikke findes på dansk.